# La Poule (film, 1933)
Pour les articles homonymes, voir La Poule.
Pour plus de détails, voir Fiche technique et Distribution.
La Poule est un film français de René Guissart réalisé en 1932 et sorti en salles en 1933.

## Synopsis
Monsieur Silvestry, surnommé « La Poule » parce qu'il élève seul ses cinq filles, pour lesquelles il fait le ménage, les courses et la cuisine, est invité sur la Côte d'Azur par une riche américaine.

## Fiche technique
- Réalisation : René Guissart
- Scénario : Henri Duvernois
- Décors : Jacques-Laurent Atthalin, Hugues Laurent et Henri Ménessier
- Photographie : Fred Langenfeld
- Musique : Henri Christiné
- Société de production : Les Studios Paramount
- Société de distribution : Les Films Paramount
- Pays de production : France
- Format : Noir et blanc - Son mono - 1,37:1
- Durée : 69 minutes
- Genre : Comédie
- Date de sortie : 
  - France : 20 mai 1933

## Distribution
- Armand Dranem : Silvestry, dit La Poule
- Arlette Marchal : Guillemette
- Marguerite Moreno : Mme. Hilmont
- André Luguet : Frédéric Chapuis
- Edith Méra : Brigitte
- Robert Ancelin : Paul Cellier
- Michèle Alfa : Lucie
- Raymonde Allain : Claire
- Paul Azaïs : Pascal
- Jean Boissemond
- Jacqueline Brizard : Simone
- Jean Delmour : Syndham
- Janine Guise : Antoinette
- Madeleine Guitty
- Christian Gérard : Lahoche
- Jules Moy